# Elif Şahin
Elif Şahin, född 19 januari 2001 i Altındağ, Ankara, Turkiet, är en volleybollspelare (passare) som spelar med Turkiets landslag och med Eczacıbaşı SK.
Şahin kommer från en volleybollfamilj, även hennes syster Saliha Şahin spelar volleyboll med landslaget. Hon började spela med Karayolları SK från hemstaden, till att börja med deras ungdomsakademi. Till säsongen 2020/2021 gick hon över till Eczacıbaşı SK. Hon har från 2017 och framåt spelat med först Turkiets ungdomslandslag, och senare med seniorlandslaget. 